# احمد عبدالمنعم کشری
احمد عبدالمنعم کشری (انگلیسی: Ahmed "Koushary" Abdel Monem؛ زادهٔ ۸ ژانویهٔ ۱۹۷۳) بازیکن فوتبال اهل مصر است.
از باشگاه‌هایی که در آن بازی کرده‌است می‌توان به باشگاه ورزشی الاهلی مصر، باشگاه فوتبال المصری، و تیم ملی فوتبال مصر اشاره کرد.
وی همچنین در تیم ملی فوتبال مصر بازی کرده‌است.